# Franco Nero
Franco Nero, születési nevén:  Francesco Giuseppe Clemente Sparanero (Parma, San Prospero, 1941. november 23. –) olasz színész, filmproducer, filmrendező, forgatókönyvíró. Az 1960-as évek elején kezdett filmezni. Előnyös megjelenése, kitűnő fizikai adottságai figyelemre méltó jellemábrázoló képességgel párosultak, ezért az évtizedek során a legkülönbözőbb műfajú filmekben foglalkoztatták. Az első nyugati filmsztár volt, aki rendszeresen vállalt felkéréseket a vasfüggöny innenső oldalán is: jugoszláv, szovjet, cseh és számos magyar filmben is szerepelt pályafutása során. Fia, Carlo Gabriel Nero (London, 1969. szeptember 16. –) filmrendező Vanessa Redgrave angol színésznővel való kapcsolatából született. 2006. december 31-én Nero és Redgrave végül házasságot kötöttek.

## Pályafutása

### A kezdetek
Franco Nero népes család gyermeke: öt testvére van. Szülei egyszerű vidéki emberek voltak, édesapja rendőr. Franco Milánóban járt esti egyetemre kereskedelmi szakon, napközben pedig a helyi elektromos műveknél dolgozott. Jövedelmét azzal egészítette ki, hogy az akkortájt divatos fényképregények (fotoromanza) egyik modellje volt. A művészetek iránt fogékony fiatalember félbehagyta egyetemi tanulmányait, hogy színészetet tanuljon a Piccolo Teatróban. 1964-ben Rómába költözött. A fényképregényekben való közreműködésének köszönhetően kisebb filmszerepekhez jutott.
Az 1960-as évek közepén a Cinecittàban forgatták A Biblia című monumentális alkotást a tekintélyes amerikai mester, John Huston rendezésében, Dino De Laurentiis produkciójaként. Arról eltérnek az anekdoták, hogy Huston miként figyelt fel Neróra, de az tény, hogy az ismeretlen színészre bízta Ábel szerepét. Ádám és Éva szerepét ugyancsak kezdők játszották. A látványos filmben persze a nagy sztároknak (Richard Harris, Ava Gardner, Peter O’Toole, Stephen Boyd, maga Huston és mások) is jutott feladat. A kritikusok a bemutató után egymást licitálták túl a lesújtó jelzők halmozásában, a „szép meséskönyv” minősítés már dicséretnek számított. Nero a bukásból levonta a megfelelő következtetéseket: mindenekelőtt azt, hogy aki tartós sikereket szeretne elérni ezen a pályán, annak minél szélesebb skálán kell játszania, valamint folyamatosan tovább kell képeznie magát, nem elegendő az előnyös külsőre építeni egy hosszú távra tervezett karriert. Ennek jegyében kezdett például az angol nyelv elsajátításába, hogy a nemzetközi produkciókban is szerepekhez juthasson.

### Spagettiwesternek, maffiafilmek, filmdrámák

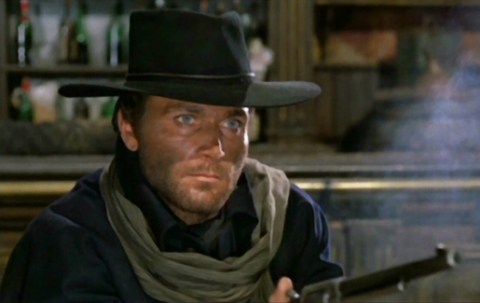
A Django címszerepében

Nero sztárrá válása egy tipikusan olasz műfajnak, a spagettiwesternnek köszönhető, amelyeknek egyik fő jellemzője, hogy erőszakosabbak, „mocskosabbak”, mint az amerikai westernek. A „makaróniwesternekben” a jó és a rossz határai kevésbé élesek, a Vadnyugat pedig nem annyira romantikus, mint inkább kegyetlen és keserű világ. Sergio Corbucci Django (1966) című alkotása ma már épp olyan filmtörténeti klasszikus, mint Sergio Leone spagettiwesternjei. Corbucci filmjében Nero játssza a címszerepet, a bosszúálló magányos idegent, aki egy koporsót vonszol maga után, melyben fegyverét rejtegeti. A Django sikerére mi sem jellemzőbb, mint az, hogy az évtizedek folyamán számos hivatalos és nem hivatalos folytatás készült hozzá, melyek azonban nem érték el az első rész színvonalát. A Texas Adios (1966) ugyancsak bosszúhistória, amelyben a seriffet alakító Nero és filmbeli öccse édesapjuk egykori gyilkosának nyomába erednek. A zombifilmjeivel később kétes értékű hírnévre szert tett Lucio Fulci nevéhez fűződik A mészárlás ideje (1966), amelyben a Nero játszotta főhősnek a szülővárosát terrorizáló banditával kell szembeszállnia. (A filmben szerepel két, Olaszországban élő magyar színész, Tom Felleghy és John Bartha is!) Egy évtizeddel később készült Enzo G. Castellari Keoma (1976) című alkotása, a műfaj utolsó, igazán nagyra értékelt darabja. A címszereplő (természetesen Nero) az öldöklésbe belefáradt félvér mesterlövész, aki szülővárosába visszatérve belekeveredik a telepesek, a kegyetlen banditák és saját féltestvérei között folyó véres küzdelembe.

A Keoma címszerepében

A spagettiwesternek mellett Nero más műfajokban is bizonyította képességeit. Lancelot lovag alakját keltette életre második amerikai filmjében, a közismert kelta mondát feldolgozó zenés Camelotban (1967), melyben énekelt is. Nem akármilyen partnerei voltak: Arthur királyt Richard Burton, Mordredet David Hemmings, Guenevere királynét pedig Vanessa Redgrave játszotta. Nero és Redgrave filmbeli szerelme a valóságban folytatódott, az évek folyamán pedig több filmben szerepeltek még együtt. Noha viszonyuk néhány év múlva véget ért, jó kapcsolatuk megmaradt, sőt a szerelem évtizedek múlva ismét fellángolt közöttük, aminek immár házasság lett a vége. A spagettiwesternek skatulyájából Damiano Damiani kínált kiutat Franco Nero számára: a valaha Magyarországon is nagy sikerrel vetített Mint a bagoly nappal (1968) című drámájában a színész egy rendőrfelügyelőt alakított, aki egy maffia által elkövetett gyilkosság ügyében nyomoz. Partnernője a gyönyörű Claudia Cardinale volt. A nagy sikernek köszönhetően Nero a továbbiakban már nemcsak spagettiwesternekben, hanem bűnügyi drámákban is rendszeresen főszerepeket kapott. Néhány évig Damiano Damiani szinte mindegyik hasonló stílusú filmjében ő volt a főszereplő: Egy rendőrfelügyelő vallomása az államügyésznek (1971), A vizsgálat lezárult, felejtse el! (1971), Miért ölnek meg egy bírót? (1974). Az általa játszott szereplők előbb-utóbb szembekerültek az alvilággal, és rádöbbentek arra, hogy a legsötétebb bűnözés gyakran a legmagasabb (politikai) körökkel fonódik össze. Hasonló jellegű bűnügyi-társadalmi dráma Luigi Zampa Tisztes honpolgárok (1975) című rendezése is. Ebben Nero egy tanárt formált meg, aki hiába szerelmes gyönyörű kolléganőjébe (Jennifer O’Neill), gyávasága miatt nem tud valódi támasza lenni a különös bűnügybe keveredett bátor teremtésnek.

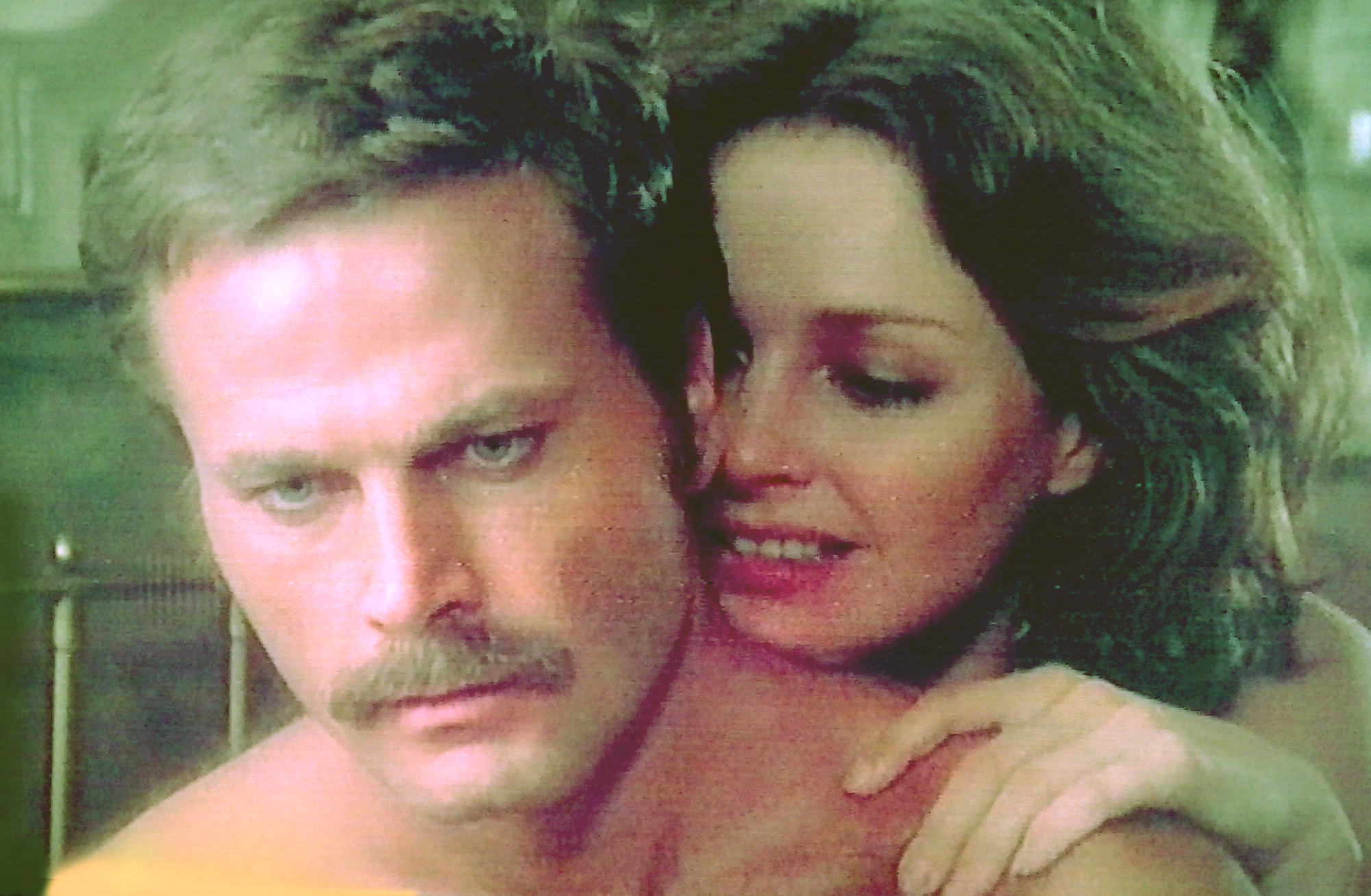
Jenny O'Neill-lel a Tisztes honpolgárok című filmben

Kelet és Nyugat néhány nagy sztárja (Yul Brynner, Hardy Krüger, Sylva Koscina, Orson Welles, Curd Jürgens, Szergej Bondarcsuk, Oleg Vidov, Ljubiša Samardžić és mások) gyűlt össze Veljko Bulajić A neretvai csata (1969) című háborús filmjében, mely – a Szovjetuniót nem számítva – akkoriban a legdrágább kelet-európai produkciónak számított. A látványos partizánfilmben Nero Michael Riva kapitány szerepét alakította. A hírhedt olasz diktátor bukásáról szólt Carlo Lizzani Mussolini végnapjai (1974) című drámája, melyben a színész Valerio ezredest játszotta, annak a katonai egységnek a parancsnokát, amelyik kivégezte Mussolinit és szeretőjét, Clara Petaccit. A háborús filmek közül említésre érdemes még a sztárparádéval (Robert Shaw, Harrison Ford, Edward Fox, Barbara Bach) készült Navarone ágyúi 2. – Az új különítmény (1978), amely a nagy sikerű Navarone ágyúi (1961) folytatása. Nero a kollaboráns Leskovar kapitányt alakította, a stáblistán pedig Lescovar néven szerepelt.
A fiatal és tehetséges olasz színészt Luis Buñuel is meghívta a Tristana (1970) című drámájába a fiatal festő, Horacio szerepére. Partnerei a gyönyörű Catherine Deneuve és a kitűnő karakterszínész, Fernando Rey voltak. A híres-hírhedt brit író, D. H. Lawrence regénye alapján készült A szűz és a cigány (1970) című erotikus dráma, ebben a cigányt játszó Nero mellett Joanna Shimkus volt a másik főszereplő. Figyelemre méltóak a botrányrendezőként számontartott Tinto Brass rendezései is (Drop-out, La vacanza), melyekben a sztár ismét Vanessa Redgrave-vel szerepelt együtt. A fiatal közönség körében aratott nagy sikert Lucio Fulci kétrészes kalandfilmje, a Farkasvér és a Fehér Agyar visszatér. (A magyar mozikban meglepő módon csak a második rész volt látható.) A Jack London írásaiból készült filmekben Nero a szerző alteregóját, Jason Scottot formálta meg.

## Az átmenet évtizede
Nero filmjei mindig is változó színvonalat képviseltek, de az igényesség szándéka még a kifejezetten szórakoztató céllal készült alkotásokban is felfedezhető. Az 1980-as években ebből a szempontból fordulat állt be a művész pályáján. Miközben továbbra is szerepelt művészi igényű munkákban, egyre több vitatható színvonalú, esetenként kifejezetten jelentéktelen filmhez is a nevét adta, s az ún. „B-filmek” egyik sztárja lett. Peter Zinner A szalamandra (1981) című alkotása egy készülő fasiszta puccsról szól a modern Olaszországban. Nero partnerei: Martin Balsam, Anthony Quinn, Eli Wallach, Christopher Lee, Sybil Danning és Claudia Cardinale. Szergej Bondarcsuk 1982-ben nagyszabású, kétrészes filmet forgatott az 1917-es szovjet forradalmat személyes élményei alapján könyvben megörökítő amerikai újságíró, John Reed életéről Vörös harangok összefoglaló címmel. A trilógiának tervezett Vörös harangok (a harmadik rész nem valósult meg) amolyan szovjet válasz volt az ugyanebből a témából készült Vörösök (1981) című amerikai alkotásra. Nero magát John Reedet formálta meg Ursula Andress és Sydne Rome oldalán. A nyugatnémet Rainer Werner Fassbinder utolsó filmjében, a homoszexuális férfiszerelmet nyíltan ábrázoló Querelle-ben (1982) az olasz színész játszotta Seblon hadnagyot, aki kitartóan vágyakozik a Brad Davis megformálta címszereplő szerelmére, nem is hiába. A 14. században játszódik a jugoszláv Nőrablás (1983) cselekménye. Vatroslav Mimica rendezésében Nero egy történelmi személy, Banovic Strahinja alakját formálta meg. Nagy színészegyéniségek (Richard Burton, Vanessa Redgrave, Laurence Olivier, Ralph Richardson, John Gielgud) közreműködésével, részben Magyarországon készült Tony Palmer Wagner (1983) című tévésorozata: Franco Nerónak Crespi szerepe jutott.
A sztár vitatható színvonalú kommerszfilmjei közül hazánkba is eljutott A Kobra napja (1980) és A nindzsa színre lép (1981): utóbbi az olcsó és nem túl nagy igényű filmjeiről ismert Cannon cég produkciója volt. Mivel Nero járatlan volt a harcművészetekben, A nindzsa színre lép bizonyos jeleneteiben dublőr helyettesítette. Fontos megjegyezni A Kobra napja színvonalát tekintve az igényesebb akciófilmek közé tartozik, különösen a rendkívül csavaros és izgalmas cselekmény miatt, ugyanis Nerónak kijutott néhány szerepből a színvonaltalan európai trashfilmekből, mint a Top Line c. sci-fi kalandfilmből, amit Nello Rossati rendezett.
Lényegesen igényesebb (és költségesebb) vállalkozás volt Renny Harlin Még drágább az életed (1990) című világsikerű akciófilmje: a Bruce Willis megformálta főszereplő mellett Nero egy rosszfiút játszott, Ramon Esperanza tábornokot, akit hívei egy merész akció keretében szabadítanak ki az amerikaiak fogságából, de John McClane (Willis) most is keresztülhúzza a bűnözők számításait.

## Az 1990-es évektől napjainkig
Az új évtizedben Nero a tőle megszokott intenzitással dolgozott, ám újabb filmjei már nem keltettek akkora nemzetközi figyelmet, mint fénykorának alkotásai. A színész mindazonáltal most is igyekezett megőrizni valamiféle egyensúlyt a kommerszfilmekben és a művészi igényű alkotásokban játszott szerepei között. A korosodó színészek többségéhez hasonlóan egyre gyakrabban vállalt televíziós felkéréseket, és feladatának tekintette a kevésbé ismert, de tehetséges alkotók támogatását is. Az 1990-es évek elején kezdődött együttműködése Koltay Gábor magyar filmrendezővel. A Julianus barát című filmben mellékszerepet játszott, melyet állítólag azzal a feltétellel vállalt, hogy alkalomadtán Koltay főszerepet is biztosít majd számára. Erre 1996-ban, a millecentenárium évében került sor: a Honfoglalás című filmben Nero játszotta Árpád szerepét. A színészválasztást egyesek kifogásolták, mondván, hogy amikor annyi kitűnő magyar színész nem jut szerephez, miért olasz művészt kellett hívni egy magyar történelmi személyiség megformálására. Koltay azonban azzal érvelt, hogy nem a színész nemzetisége, hanem az alakítása a mérvadó, Nero szereplése pedig a film külföldi értékesítése szempontjából is fontos volt. Példaként említette egy interjúban, hogy senki sem kifogásolta, amikor a spanyol Kolumbuszt a francia Gérard Depardieu játszotta Ridley Scott történelmi filmjében (1492 – A Paradicsom meghódítása). 2001-ben Koltay újabb filmet forgatott olasz színész-barátjával: a Sacra Coronában Nero Gellért püspök szerepét kapta. A Koltay-produkciók nagy nézőszámot értek el, az alkotók jó szándéka is vitathatatlan, ám a fogadtatás mégis vegyes volt: számos kritikus (és néző) jegyezte meg, hogy a megvalósítás a nemes szándékhoz és témákhoz méltatlan, így például a helyenként elvárható látványosság helyett inkább az alacsony költségvetés érződik a művek képi világán.
Az új évezredben Nero rendezőként is bemutatkozott, ám a Forever Blues (2005) című filmjének fogadtatása nem volt túl kedvező. 2007-ben két, magyar vonatkozású alkotásban is a kamerák elé állt. A csejtei vár híres-hírhedt úrnőjéről, Báthori Erzsébetről szól Juraj Jakubisko Báthory – A legenda másik arca (2008) című filmje, amelyben Nero II. Mátyás alakját kelti életre. Almási Tamás rendezte a Márió, a varázsló (2008) című filmet, melyben Nero játssza az elegáns és arisztokratikus Márió, egy cipőgyár olasz tulajdonosának szerepét. Márió figyelmessége és férfiúi vonzereje megváltoztatja beosztottja, a középkorú Vera (Nyakó Júlia) életét, ám az asszony egyre inkább a főnöke iránti szenvedély rabjává válik.

## Ismertebb filmjei
- 2010 Levelek Júliának (Lorenzo Bartollini)
- 2009 Four Seasons (tévésorozat) (forgatás alatt)
- 2009 Mord ist mein Geschäft, Liebling
- 2008 Ti stramo
- 2008 Mein Herz in Chile (tévéfilm)
- 2008 Báthory – A legenda másik arca
- 2008 La rabbia
- 2008 Bastardi
- 2008 Márió, a varázsló
- 2007 Mineurs
- 2007 Two Families
- 2007 Perzselő szenvedélyek (Der Fürst und das Mädchen) (tévésorozat, a Mutterglück, a Verluste, a Die Söhne des Fürsten és a Gehemnisvolle Reise című epizódokban)
- 2006 L’inchiesta (tévéfilm)
- 2006 La sacra famiglia (tévéfilm)
- 2006 Amore e libertà – Masaniello
- 2006 Hans
- 2005 Summer Solstice (tévéfilm)
- 2005 Forever Blues (rendező is)
- 2004 Guardiani delle nuvole
- 2004 Post coitum
- 2003 Cattive inclinazioni
- 2003 Herz ohne Krone (tévéfilm)
- 2002 L’ultimo pistolero
- 2002 Die 8. Todsünde: Das Toskana-Karussell
- 2002 Fumata blanca
- 2002 Ultimo stadio
- 2002 Liebe, Lügen, Leidenschaft (tévésorozat)
- 2001 Megiddó (Megiddo: The Omega Code 2)
- 2001 La ragion pura
- 2001 Sacra Corona
- 2001 Chimera
- 2001 Gli angeli dell'isola verde (tévésorozat)
- 2001 A háromlábú róka (La Volpe a tre zampe)
- 2001 Kereszteslovagok (Crociati) (tévésorozat)
- 2000 Maestrale
- 2000 Mirka
- 2000 San Paolo
- 1999 Uninvited
- 1999 Úgy hívták őket… zsiványok (Li chiamarono… briganti!)
- 1999 La voce del sangue
- 1998 Angyalok beszéde (Talk of Angels)
- 1998 Damaszkusz kincse (Il tesoro di Damasco) (tévésorozat)
- 1998 A Versace-gyilkosság (The Versace Murder)
- 1997 Hölgy a képen (Painted Lady) (tévéfilm)
- 1997 Bella mafia (tévéfilm)
- 1997 Nessuno escluso (tévésorozat)
- 1997 Tűzsivatag (Deserto di fuoco) (tévésorozat)
- 1997 Biliárdmester (Il tocco: la sfida)
- 1997 David (tévéfilm)
- 1997 La medaglia
- 1996 Honfoglalás
- 1996 Sandokan visszatér (Il ritorno di Sandokan) (tévésorozat)
- 1996 Ha-Italkim Ba'im
- 1996 Az ártatlan alvás (The Innocent Sleep)
- 1995 Io e il re
- 1994 A sárkány gyűrűje (Desideria e l'anello del drago) (tévésorozat)
- 1994 Szerelmes ellenfelek (Nemici intimi) (tévéfilm)
- 1993 A Lucona-ügy (Der Fall Lucona)
- 1993 Azzurro profondo (tévéfilm)
- 1993 Das Babylon Komplott (tévéfilm)
- 1993 A dakoták fia (Jonathan degli orsi)
- 1992 From Time to Time
- 1992 Zoloto
- 1992 Prova di memoria
- 1991 Julianus barát (tévéfilm)
- 1991 Katalin cárnő ifjúsága / Az ifjú Katalin (Young Catherine) (tévéfilm)
- 1991 Touch and Die
- 1991 Fratelli e sorelle
- 1990 Még drágább az életed (Die Hard 2)
- 1990 Diceria dell'untore
- 1990 Blaues Blut (tévésorozat)
- 1990 Amelia López O'Neil
- 1989 A méregkeverő (Il Magistrato) (tévéfilm)
- 1989 I promessi sposi (tévésorozat)
- 1989 Magdalene
- 1989 Oggi ho vinto anch'io (tévéfilm)
- 1988 Az ifjú Toscanini (Il Giovane Toscanini)
- 1988 Lányok fegyverben (Blue Blood) (tévéfilm)
- 1988 Istenek malmai (Windmills of the Gods) (tévéfilm)
- 1988 Pygmalion 88
- 1988 Fuss az életedért! (Run for Your Life)
- 1988 Top Line
- 1987 Django 2: Il grande ritorno
- 1987 Sweet Country
- 1987 Garibaldi il generale (tévésorozat)
- 1986 Un altare per la patria (tévéfilm)
- 1986 The Girl
- 1986 Tre giorni ai tropici
- 1985 Bűnvadászok (Il pentito)
- 1985 The Hitchhiker (tévésorozat, a Murderous Feelings című epizódban)
- 1985 André mindenkit legyőz (André schafft die alle)
- 1985 Un marinaio e mezzo (tévéfilm)
- 1984 Die Försterbuben (tévéfilm)
- 1984 The Last Days of Pompeii (tévésorozat)
- 1983 Wagner (tévésorozat)
- 1983 Vörös harangok II.: Láttam az új világ születését (Krasnye kolokola, film vtoroy – Ya videl rozhdenie novogo mira)
- 1983 Nőrablás (Banovic Strahinja)
- 1982 Grog
- 1982 Querelle
- 1982 Kamikaze 1989 (nem szerepel a stáblistán)
- 1982 Vörös harangok I.: Mexikó lángokban (Krasnye kolokola, film pervyy – Meksika v ogne)
- 1981 Le rose di Danzica (tévésorozat)
- 1981 A nindzsa színre lép (Enter the Ninja)
- 1981 A szalamandra / Gyilkos szalamandra (The Salamander)
- 1980 The Man with Bogart's Face
- 1980 A Kobra napja (Il giorno del Cobra)
- 1980 Il bandito dagli occhi azzurri
- 1979 The Visitor
- 1979 A cápavadász (Il cacciatore di squali)
- 1979 Un dramma borghese
- 1978 The Pirate (tévéfilm)
- 1978 A 10-es különítmény (Force 10 from Navarone) (Lescovar néven szerepel a stáblistán)
- 1977 Autostop rosso sangue
- 1977 Sahara Cross
- 1976 21 Hours at Munich (tévéfilm)
- 1976 Scandalo
- 1976 A varázslók (Les Magiciens)
- 1976 Győzelmi induló (Marcia trionfale)
- 1976 Egy maréknyi hagymáért (Cipolla Colt)
- 1976 Keoma
- 1975 The Legend of Valentino (tévéfilm)
- 1975 Corruzione al palazzo di giustizia
- 1975 Tisztes honpolgárok (Gente di rispetto)
- 1974 Fehér Agyar visszatér (Il ritorno di Zanna Bianca)
- 1974 Mussolini végnapjai (Mussolini: Ultimo atto)
- 1974 Miért ölnek meg egy bírót? (Perché si uccide un magistrato)
- 1974 Il cittadino si ribella
- 1973 Farkasvér (Zanna Bianca)
- 1973 Il delitto Matteotti
- 1973 Senza ragione
- 1973 I guappi
- 1973 A rendőrség megbélyegez, a törvény felment (La polizia incrimina la legge assolve)
- 1972 A szerzetes (Le moine)
- 1972 Johanna nőpápa (Pope Joan)
- 1972 Süket Smith és Nagyfülű Johnny (Los amigos)
- 1971 ¡Viva la muerte… tua!
- 1971 A vizsgálat lezárult, felejtse el! (L’istruttoria è chiusa: dimentichi)
- 1971 La vacanza
- 1971 Giornata nera per l'ariete
- 1971 Egy rendőrfelügyelő vallomása az államügyésznek (Confessione di un commissario di polizia al procuratore della repubblica)
- 1971 Devil's Crude
- 1970 Drop-out
- 1970 Vamos a matar, compañeros
- 1970 A szűz és a cigány (The Virgin and the Gypsy)
- 1970 Tristana
- 1969 A neretvai csata (Bitka na Neretvi)
- 1969 Bűntény a Via Venetón (Un detective)
- 1969 Egy nyugodt vidéki helyecske (Un tranquillo posto di campagna)
- 1969 Vesztesek és győztesek (Dio è con noi)
- 1968 A zsoldos (Il mercenario)
- 1968 Kármin és arany (L’uomo, l'orgoglio, la vendetta)
- 1968 Mint a bagoly nappal (Il giorno della civetta)
- 1968 Emberrablás (Sequestro di persona)
- 1967 Camelot
- 1967 La morte viene dal pianeta Aytin (nem szerepel a stáblistán)
- 1966 A Biblia (The Bible: In the Beginning…)
- 1966 A mészárlás ideje (Tempo di massacro)
- 1966 A harmadik szem (Il terzo occhio) (Frank Nero néven)
- 1966 I diafanoidi vengono da Marte
- 1966 La ragazza in prestito
- 1966 Django
- 1966 Egy gyilkosság technikája (Tecnica di un omicidio) (Frank Nero néven)
- 1966 Texas Adios / Agyő, Texas (Texas, addio)
- 1965 Gli uomini dal passo pesante (Frank Nero néven)
- 1965 Én jól ismerem őt (Io la conoscevo bene)
- 1965 La Celestina P… R…
- 1965 I criminali della galassia
- 1963 Maskenball bei Scotland Yard – Die Geschichte einer unglaublichen Erfindung
- 1962 Pelle viva

## Fontosabb díjak és jelölések

### Art Film Festival
- 1995 életműdíj

### Golden Globe-díj
- 1968 jelölés Camelot (legígéretesebb új színész)

### Los Angeles-i Olasz Filmkritikusok Díja
- 1999 életműdíj

### Milánói Nemzetközi Filmfesztivál
- 2003 életműdíj